# European Film Award du meilleur acteur
Le Prix du cinéma européen du meilleur acteur (European Film Award for Best Actor) est une récompense cinématographique décernée depuis 1988 par l'Académie européenne du cinéma lors de la cérémonie annuelle des Prix du cinéma européen.

## Palmarès

### Années 1980 - 1990
- 1988 : Max von Sydow dans Pelle le Conquérant (Pelle Erobreren)
- 1989 : Philippe Noiret dans La Vie et rien d'autre et Cinema Paradiso (Nuovo Cinema Paradiso)
- 1990 : Kenneth Branagh dans Henry V
- 1991 : Michel Bouquet dans Toto le héros
- 1992 : Matti Pellonpää dans La Vie de bohème
- 1993 : Daniel Auteuil dans Un cœur en hiver
- 1994 : non décerné
- 1995 : non décerné
- 1996 : Ian McKellen dans Richard III
- 1997 : Bob Hoskins dans 24 heures sur 24 (24 7: Twenty Four Seven)
- 1998 : Roberto Benigni dans La vie est belle (La vita è bella)
- 1999 : Ralph Fiennes dans Sunshine

### Années 2000
- 2000 : Sergi López dans Harry, un ami qui vous veut du bien
- 2001 : Ben Kingsley dans Sexy Beast
- 2002 : 
  - Sergio Castellitto dans Chère Martha (Bella Martha) et Le Sourire de ma mère (L'ora di religione (Il sorriso di mia madre))
  - Alain Chabat dans Astérix et Obélix : Mission Cléopâtre
- 2003 : Daniel Brühl pour le rôle de Alex dans Good Bye, Lenin!
  - Vincent Perez pour le rôle de Fanfan la Tulipe dans Fanfan la Tulipe
- 2004 : Javier Bardem pour le rôle de Ramon Sampedro dans Mar adentro
  - Gérard Jugnot pour le rôle de Clément Mathieu dans Les Choristes
  - Thomas Kretschmann pour le rôle de Alcide Nikopol dans Immortel, ad vitam
- 2005 : Daniel Auteuil dans Caché
  - Srdjan Todorovic pour le rôle de Ratko dans le film Sivi kamion crvene boje.
- 2006 : Ulrich Mühe dans La Vie des autres (Das Leben der Anderen)
- 2007 : Sasson Gabai dans  La Visite de la fanfare (ביקור התזמורת)
- 2008 : Toni Servillo dans Il divo et Gomorra
- 2009 : Tahar Rahim dans Un prophète

### Années 2010
- 2010 : Ewan McGregor pour le rôle du prête-plume dans The Ghost Writer
  - Jakob Cedergren pour le rôle de Nick dans Submarino
  - Elio Germano pour le rôle de Claudio dans La nostra vita
  - George Pistereanu pour le rôle de Silviu dans Eu când vreau să fluier, fluier
  - Luis Tosar pour le rôle de Malamadre dans Cellule 211 (Celda 211)

- 2011 : Colin Firth pour le rôle du roi George VI dans Le Discours d'un roi (The King's Speech)
  - Jean Dujardin pour le rôle de George Valentin dans The Artist
  - Mikael Persbrandt pour le rôle d'Anton dans Revenge (Hævnen)
  - Michel Piccoli pour le rôle du Pape dans Habemus papam
  - André Wilms pour le rôle de Marcel Marx dans Le Havre

- 2012 : Jean-Louis Trintignant pour le rôle de Georges dans Amour
  - Gary Oldman pour le rôle de George Smiley dans La Taupe (Tinker Tailor Soldier Spy)
  - François Cluzet pour le rôle de Philippe dans Intouchables
  - Omar Sy pour le rôle de Driss dans Intouchables
  - Michael Fassbender pour le rôle de Brandon dans Shame
  - Mads Mikkelsen pour le rôle de Lucas dans La Chasse (Jagten)

- 2013 : Toni Servillo pour le rôle de Jep Gambardella dans La grande bellezza
  - Johan Heldenbergh pour le rôle de Didier Bontinck dans Alabama Monroe (The Broken Circle Breakdown)
  - Jude Law pour le rôle d'Alexis Karénine dans Anna Karénine (Anna Karenina)
  - Fabrice Luchini pour le rôle de Germain Germain dans Dans la maison
  - Tom Schilling pour le rôle de Niko Fisher dans Oh Boy

- 2014 : Timothy Spall pour le rôle de William Turner dans Mr. Turner
  - Brendan Gleeson pour le rôle du père James dans Calvary
  - Tom Hardy pour le rôle de Ivan Locke dans Locke
  - Alexeï Serebriakov pour le rôle de Kolia dans Léviathan (Левиафан, Leviafan)
  - Stellan Skarsgård pour le rôle de Seligman dans Nymphomaniac - Director's Cut

- 2015 : Michael Caine pour le rôle de Fred Ballinger dans Youth
  - Tom Courtenay pour le rôle de Geoff Mercer dans 45 ans
  - Colin Farrell pour le rôle de David dans The Lobster
  - Christian Friedel pour le rôle de Georg Elser dans Elser, un héros ordinaire
  - Vincent Lindon pour le rôle de Thierry Taugourdeau dans La Loi du marché

- 2016 : Peter Simonischek pour le rôle de Winfried dans Toni Erdmann
  - Javier Cámara pour le rôle de Tomás dans Truman
  - Hugh Grant pour le rôle de St. Clair Bayfield dans Florence Foster Jenkins
  - Dave Johns pour le rôle de Daniel Blake dans Moi, Daniel Blake
  - Burghart Klaussner pour le rôle de Fritz Bauer dans Fritz Bauer, un héros allemand
  - Rolf Lassgård pour le rôle de Ove dans Mr. Ove

- 2017 : Claes Bang dans The Square
  - Nahuel Pérez Biscayart dans 120 battements par minute
  - Colin Farrell dans Mise à mort du cerf sacré
  - Josef Hader dans Stefan Zweig, adieu l'Europe
  - Jean-Louis Trintignant dans Happy End

- 2018 : Marcello Fonte dans Dogman
  - Jakob Cedergren dans The Guilty
  - Rupert Everett dans The Happy Prince
  - Sverrir Gudnason dans Borg McEnroe
  - Tomasz Kot dans Cold War
  - Victor Polster dans Girl

- 2019 : Antonio Banderas dans Douleur et Gloire (Dolor y gloria)
  - Jean Dujardin dans J'accuse
  - Pierfrancesco Favino dans Le Traître (Il traditore)
  - Levan Gelbakhiani dans Et puis nous danserons
  - Alexander Scheer dans Gundermann
  - Ingvar E. Sigurðsson dans Un jour si blanc

### Années 2020
- 2020 : Mads Mikkelsen dans Drunk
  - Bartosz Bielenia dans La Communion
  - Goran Bogdan dans Father (Otac)
  - Elio Germano dans Je voulais me cacher (Volevo nascondermi)
  -  Luca Marinelli dans Martin Eden
  - Viggo Mortensen dans Falling

- 2021 : Anthony Hopkins dans The Father  Royaume-Uni
  - Iouri Borissov dans Compartiment no 6 (Hytti Nro 6)  Finlande
  - Franz Rogowski dans Great Freedom  Autriche
  - Tahar Rahim dans Désigné coupable (The Mauritanian)  Royaume-Uni
  - Vincent Lindon dans Titane  France

- 2022 : Zlatko Burić pour Sans filtre  Suède  France  Allemagne  Royaume-Uni  États-Unis
  - Paul Mescal pour Aftersun  Irlande
  - Eden Dambrine pour Close
  - Elliott Crosset Hove pour Godland  Danemark  Islande  France
  - Pierfrancesco Favino pour Nostalgia  Italie

- 2023 : Mads Mikkelsen pour Bastarden  Danemark
  - Thomas Schubert pour Le Ciel rouge  Allemagne
  - Jussi Vatanen pour Les Feuilles mortes
  - Josh O'Connor pour La Chimère  Italie  Suisse  France
  - Christian Friedel pour The Zone of Interest  Royaume-Uni  États-Unis  Pologne

- 2024 : Abou Sangare pour L'Histoire de Souleymane  France 
  - Franz Rogowski pour Bird  Royaume-Uni  États-Unis  France  Allemagne
  - Ralph Fiennes pour Conclave  États-Unis  Royaume-Uni
  - Lars Eidinger pour La Partition  Allemagne
  - Daniel Craig pour Queer  Italie  États-Unis